# Luís Semedo
Luís Hemir Silva Semedo (Lisboa, 11 de agosto de 2003) es un futbolista portugués que juega de delantero en el Sunderland A. F. C. de la Premier League.

## Trayectoria
Jugó todo su fútbol juvenil en el S. L. Benfica de Lisboa, firmando un contrato de aprendizaje con el club en 2018, como sub-17.
Tras pasar por las categorías sub-18 y sub-19 del club durante la siguiente temporada -con una media de más de un gol por partido-, el joven futbolista firmó su primer contrato profesional con las Águilas en agosto de 2020.
A mediados de la temporada 2020-21 comenzó a jugar con el equipo sub-23 del Benfica dónde se convirtió en titular y goleador del equipo durante la siguiente.
En esa época también tuvo un papel importante en la Liga Juvenil de la UEFA, en la que el Benfica sub-19 se proclamó campeón de su grupo contra el Dinamo de Kiev, el F. C. Barcelona y el Bayern de Múnich, marcando un gol contra este último durante una victoria a domicilio por 2-0 en noviembre de 2021 y, sobre todo, en su último partido de la fase de grupos, una victoria por 1-0 en casa contra los ucranianos que les valió el primer puesto.
Mientras realizaba sus primeros entrenamientos a las órdenes del entrenador del primer equipo Jorge Jesus, debutó como profesional en el S. L. Benfica "B" el 23 de enero de 2022, sustituyendo a Luís Lopes durante una victoria en casa contra el F. C. Penafiel.
El 18 de junio de 2023 se hizo oficial su fichaje por el Sunderland A. F. C. para las siguientes cinco temporadas. En la segunda de ellas fue cedido a la Juventus Next Gen, que tenía la opción de adquirirlo en propiedad.

## Selección nacional
Nacido en Portugal, es de ascendencia caboverdiana. Fue seleccionado con Portugal sub-16 durante la temporada 2019-20, posteriormente jugó con la sub-19 en septiembre de 2021.

## Estadísticas

### Clubes
Actualizado al último partido disputado el 3 de noviembre de 2024.
| Club                           | Div.          | Temporada     | Liga  | Liga  | Liga   | Copas nacionales | Copas nacionales | Copas nacionales | Copas internacionales | Copas internacionales | Copas internacionales | Total | Total | Total  |
| Club                           | Div.          | Temporada     | Part. | Goles | Asist. | Part.            | Goles            | Asist.           | Part.                 | Goles                 | Asist.                | Part. | Goles | Asist. |
| ------------------------------ | ------------- | ------------- | ----- | ----- | ------ | ---------------- | ---------------- | ---------------- | --------------------- | --------------------- | --------------------- | ----- | ----- | ------ |
| S. L. Benfica "B" Portugal     | 2.ª           | 2021-22       | 3     | 0     | 0      | —                | —                | —                | —                     | —                     | —                     | 3     | 0     | 0      |
| S. L. Benfica "B" Portugal     | 2.ª           | 2022-23       | 18    | 2     | 2      | —                | —                | —                | —                     | —                     | —                     | 18    | 2     | 2      |
| S. L. Benfica "B" Portugal     | Total club    | Total club    | 21    | 2     | 2      | 0                | 0                | 0                | 0                     | 0                     | 0                     | 21    | 2     | 2      |
| Sunderland A. F. C. Inglaterra | 2.ª           | 2023-24       | 23    | 0     | 0      | 0                | 0                | 0                | —                     | —                     | —                     | 23    | 0     | 0      |
| Sunderland A. F. C. Inglaterra | 2.ª           | 2024-25       | 0     | 0     | 0      | 1                | 0                | 0                | —                     | —                     | —                     | 1     | 0     | 0      |
| Sunderland A. F. C. Inglaterra | Total club    | Total club    | 23    | 0     | 0      | 1                | 0                | 0                | 0                     | 0                     | 0                     | 24    | 0     | 0      |
| Juventus Next Gen · Italia     | 3.ª           | 2024-25       | 10    | 0     | 1      | 0                | 0                | 0                | —                     | —                     | —                     | 10    | 0     | 1      |
| Juventus Next Gen · Italia     | Total club    | Total club    | 10    | 0     | 1      | 0                | 0                | 0                | 0                     | 0                     | 0                     | 10    | 0     | 1      |
| Total carrera                  | Total carrera | Total carrera | 54    | 2     | 3      | 1                | 0                | 0                | 0                     | 0                     | 0                     | 55    | 2     | 3      |

## Palmarés

### Títulos internacionales
| Título                       | Club                 | Sede       | Año     |
| ---------------------------- | -------------------- | ---------- | ------- |
| Liga Juvenil de la UEFA      | S. L. Benfcia sub-19 | Nyon       | 2021-22 |
| Copa Intercontinental Sub-20 | S. L. Benfica sub-19 | Montevideo | 2022    |